# Rejon hołowaniwski (1923–2020)
Rejon hołowaniwski – była jednostka administracyjna wchodząca w skład obwodu kirowohradzkiego Ukrainy.
Rejon utworzony w 1923, miał powierzchnię 992 km² i liczył 30 686 mieszkańców. Siedzibą władz rejonu były Hołowaniewskie.
Na terenie rejonu znajdowały się: dwie osiedlowe rady i 22 silskie rady, obejmujących w sumie 45 wsi.

## Miejscowości rejonu
- Aleksandrówka (Олександрівка)
- (Давидівка)
- (Грузьке)
- (Грузянка)
- Hołowaniewskie (Голованівськ)
- Hołowaniewskie (Голованівськ) osada
- (Іллічівка)
- (Ясне)
- Emilówka[2] (Ємилівка)
- (Ємилівка) osada
- (Капітанка)
- (Клинове)
- (Ковалівка)
- (Костянтинівка)
- Krasnohorka (Красногірка)
- Krasnopol[3]
- (Крутеньке)
- Łebedynka (Лебединка)
- (Лещівка)
- (Липняги)
- Łypoweńke (Липовеньке)
- (Люшнювате)
- (Манжурка)
- (Маринопіль)
- (Мар'янівка)
- (Матвіївка)
- Międzyrzeczka (Межирічка)
- (Молдовка)
- (Надеждівка)
- (Наливайка)
- (Новоголованівськ)
- Nowosiółka (Новосілка)
- (Одая)
- (Олексіївка)
- (Перегонівка)
- (Побузьке)
- (Полонисте)
- (Пушкове)
- (Роздол)
- Rozkoszna (Розкішне)
- (Свірневе)
- (Семидуби)
- (Табанове)
- Trojanka (Троянка)
- (Цвіткове)
- (Цюрупи)
- Szepiłówka (Шепилове)
- Werbowa[4]  (Вербове)
- (Зелена Балка)
- (Журавлинка)